# Robinson R44
Robinson R44 – czteromiejscowy lekki śmigłowiec produkowany przez Robinson Helicopter Company od 1992 roku. Projekt został oparty na konstrukcji śmigłowca Robinson R22. Pierwszy lot R44 odbył się 31 marca 1990 roku, a certyfikat Federal Aviation Administration (FAA) uzyskał w grudniu 1992 roku. Pierwsza dostawa maszyny dla odbiorcy odbyła się w lutym 1993 roku.

## Projekt i rozwój
R44 to śmigłowiec napędzany jednym silnikiem z półsztywnymi dwiema łopatami wirnika głównego i dwułopatkowym wirnikiem ogonowym. Posiada zamkniętą kabinę z dwoma rzędami siedzeń, mieszcząc 4 osoby łącznie z pilotem. Kierunek ruchu tylnego wirnika został zmieniony w stosunku do R22 dla poprawy kontroli jego odchylenia.
Projektowany w latach 80. przez Franka Robinsona i jego inżynierów R44 swój pierwszy lot odbył 31 marca 1990 roku. R44 Astro otrzymał certyfikat FAA w grudniu 1992 r., a pierwsze dostawy miały miejsce w styczniu 1993 roku. W styczniu 2000 r. wprowadzono Robinson Raven z hydraulicznym wspomaganiem kontroli i regulowanymi pedałami. W lipcu 2002 r. wprowadzono Robinson Raven II, który oferuje bardziej zaawansowany silnik z wtryskiem paliwa i szersze łopaty wirnika, co pozwala na zwiększenie masy całkowitej i pułapu.
W 1997 roku Robinson R44 został pierwszym śmigłowcem pilotowanym przez kobietę, która odbyła nim lot dookoła świata. Była to Jennifer Murray, która pokonała na pokładzie R44 dystans 36 tys. mil w 97 dni.

## Użytkownicy
Dominikana
- Dominikańska Armia Republikańska

 Estonia
- Estońskie Siły Powietrzne

 Węgry
- Węgierskie Siły Powietrzne (jako śmigłowiec treningowy)

 Liban
- Libańskie Siły Powietrzne

 Filipiny
- Filipińska Policja

 Południowa Afryka
- Południowoafrykańska Policja

## W Polsce

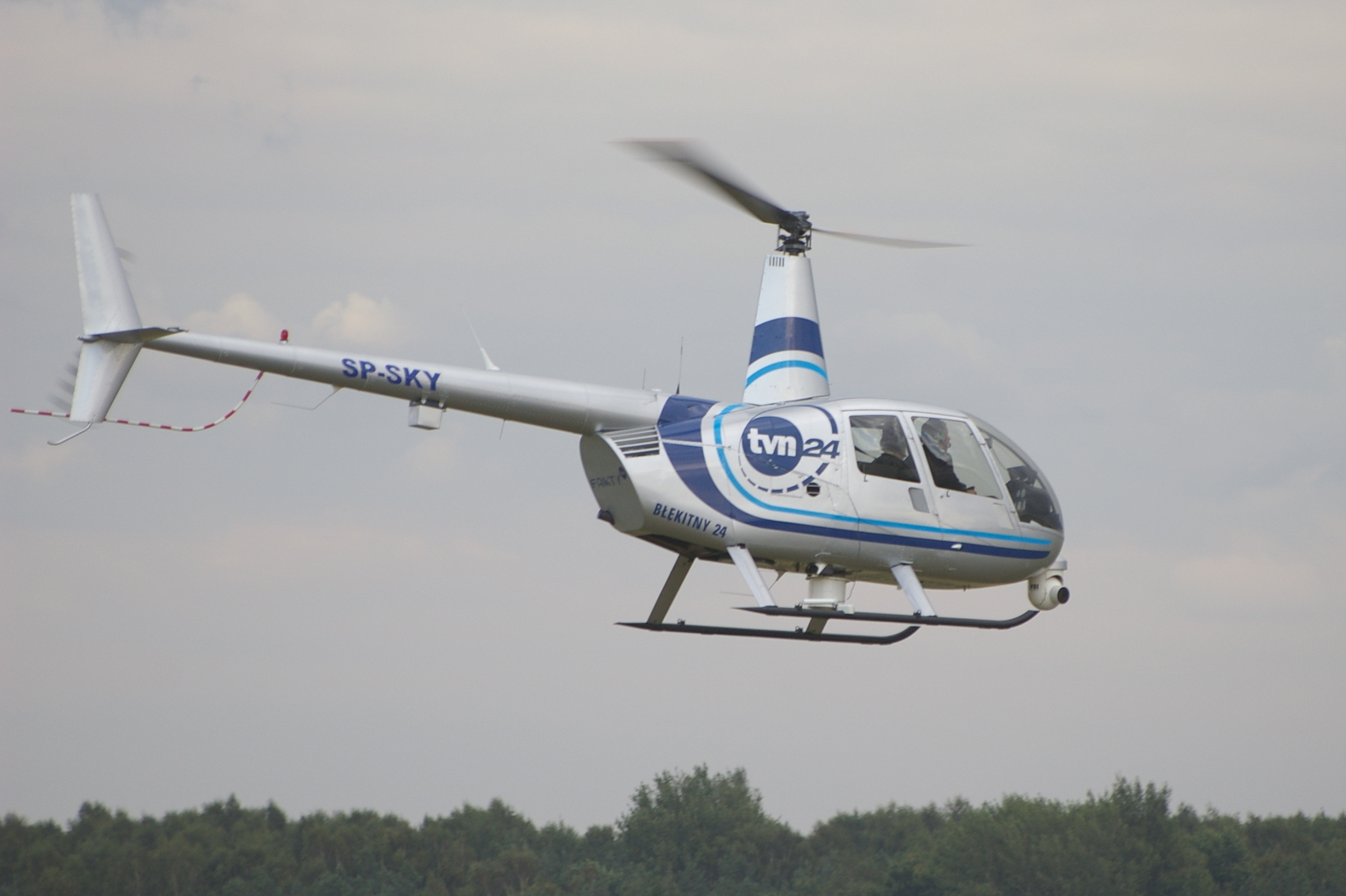
Newscopter Robinson Raven R44 "Błękitny 24" stacji TVN24

W Polsce helikopter wykorzystywany był m.in. przez telewizję TVN24, jako Newscopter do relacjonowania i nadawania programów na żywo z powietrza. Znany również jako Błękitny 24. 9 lipca 2018 roku, Wyższa Szkoła Oficerska Sił Powietrznych w Dęblinie podpisała umowę na zakup dwóch śmigłowców do akademickiego ośrodka szkolnego z firmą JB Investments o czym poinformowano 3 sierpnia 2018 roku. Obydwie zakupione maszyny trafiły do Dęblina 14 listopada 2018 roku. Śmigłowce R44 zostały również 31 lipca 2018 roku wybrane przez Lotnicze Pogotowie Ratunkowe w przetargu na dostawę dwóch śmigłowców szkolno-treningowych. 11 kwietnia 2019 roku śmigłowiec R44 został odebrany przez Straż Graniczną. Maszyna ma być wykorzystywana między innymi do szkolenia personelu latającego oraz utrzymywania i podwyższania jego kwalifikacji.